# François Morelli (artiste)
François Morelli (né en 1953) à Montréal est un artiste multidisciplinaire canadien-français. Parmi les différentes disciplines, il exerce le dessin et la sculpture.
Pionnier de la multidisciplinarité, Morelli pratique le dessin sur plus d’un support et à des dimensions parfois monumentales. Il sculpte aussi des objets volontiers portatifs.

## Biographie
François Morelli est diplômé en arts plastiques de l’Université Concordia à Montréal (1975) et en beaux-arts de l’Université Rutgers au New Jersey. De 1981 à 1991, il vit et enseigne à New York. Il réalise de nombreux projets d'installation et des actions migratoires durant lesquelles il voyage à pied un peu partout dans le monde.
Son travail touche à plusieurs aspects artistiques comme le dessin, l'installation, la performance, l'estampe et la sculpture. Il remet ainsi en question la notion d’œuvre d’art, le processus de création et sa réception. Il évoque souvent des actions ou des évènements passés, tout en examinant les relations entre l’artiste et la société, ou entre l’individu et l’objet d’art.
Depuis 1976, son travail est présenté dans plusieurs institutions et fait partie des collections dans différents musées. Il a également enseigné à l'Université Concordia à partir de 1996.

## Distinctions
- 1993 : Prix d’excellence à la Biennale de dessin, de l’estampe et du papier du Québec à Alma.
- 2007 : Prix Louis-Comtois.
- 2021 : Prix Ozias-Leduc[6].
- 2024 : Prix Paul-Émile Borduas[7]